# Джесси Джейн
Дже́сси Дже́йн (англ. Jesse Jane, имя при рождении — Си́нтия Энн Хо́туэлл; англ. Cynthia Ann Hotwell; 16 июля 1980, Форт-Уэрт — 24 января 2024, Мур, Оклахома) — американская порноактриса и модель.

## Ранняя жизнь
Родилась в семье военных и росла на военных базах, расположенных на Среднем Западе США. Джесси много обучалась танцам и была одним из основных чирлидеров в средней школе Роуз Хилл, штат Канзас. Окончила среднюю школу в г. Мур, штат Оклахома. После этого у Джесси появилась возможность сниматься в порнофильмах.

## Карьера в порнофильмах

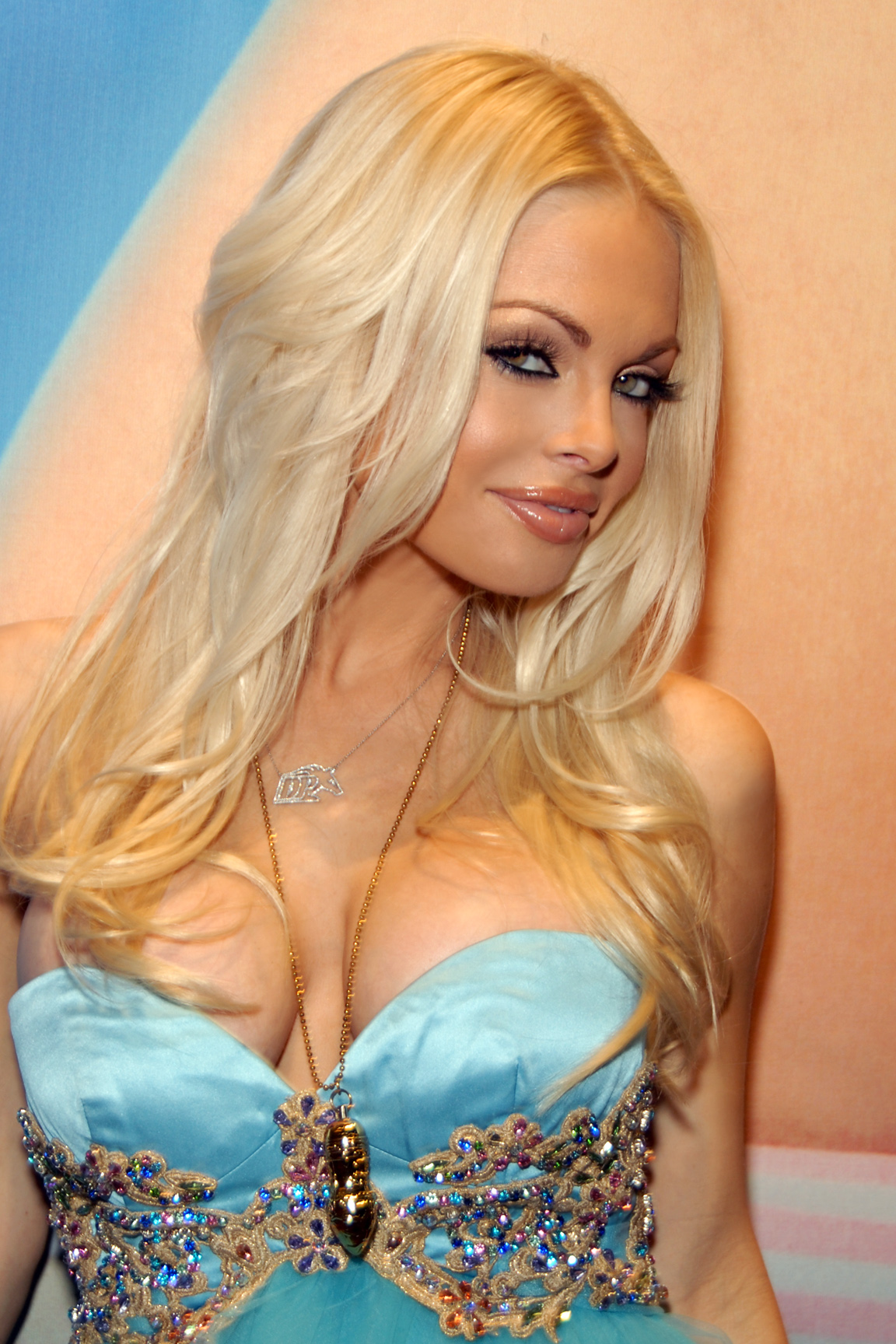
Джесси Джейн в Digital Playground (2010 год)

Джейн прочитала статью о Тере Патрик, в которой рассказывалось, что Тера работает в компании Digital Playground, снимающей фильмы для взрослых. Она связалась с ними и вскоре подписала контракт. Её первой ролью была сцена с Девон в фильме No Limits. Через несколько месяцев после подписания контракта она появилась в сериале Family Business канала Showtime Network, где снялась для шоу награждения Adult Video News.
Джейн появилась на обложке второго альбома техасской метал-группы Drowning Pool Desensitized и снялась в музыкальном видео на первый хит-сингл альбома «Step Up». Джейн утверждала что Drowning Pool является одной из её любимых групп.
Фильмы порностудии Digital Playground, снятые при участии Джейн, такие как No Limits, Beat the Devil и Loaded, оказались достаточно популярными, чтобы выпускать её собственную линию сексуальных игрушек. Кроме того, они принесли ей номинации на несколько наград. Она снялась в главной роли в серии порнографических фильмов «Пираты».
Джейн вела интернет ток-шоу для взрослых Tonight DP в прямом эфире, вместе с коллегами по Digital Playground Девон и Тиган Пресли, включающее в себя обсуждение сплетен, беседы со звёздами порноиндустрии и интерактивной аудитории.
Джейн была приглашённой звездой в сериале «Красавцы» канала HBO, в девятом эпизоде второго сезона «I Love You Too». По сюжету, компания из четырёх человек совершает поездку на Comicon, где им помогает  Pussy Patrol, лидером которого является Джейн.
В январе 2007 года в статье газеты The New York Times было опубликовано, что Джесси намеревалась сделать операцию по увеличению груди, чтобы улучшить её вид для фильмов высокого качества. На своём официальном сайте она подтвердила, что 12 февраля у неё была операция.
В 2007 году Джесси стала секс-обозревателем в австралийском мужском журнале Ralph, отвечая на письма читателей о сексе и знакомствах.
В 2009 году Джесси появилась в реалити-шоу Club Bad Girls.
В 2009 году в документальном фильме телеканала CNBC под названием «Порнография: Бизнес удовольствия» (англ. Porn Business Of Pleasure) Джесси была в центре внимания последние 10 минут фильма, подробным образом рассказав о своей карьере и жизни вне порноиндустрии.
В 2017 году Джесси Джейн объявила, что перестанет сниматься в фильмах для взрослых и награды AVN 2017 года станут её последними.
26 июня 2019 года Xbiz объявил, что Джесси вернулась в порноиндустрию и снялась в первой межрасовой сцене для сайта Blacked.com. После этого она вновь завершила карьеру в порно.

## Личная жизнь

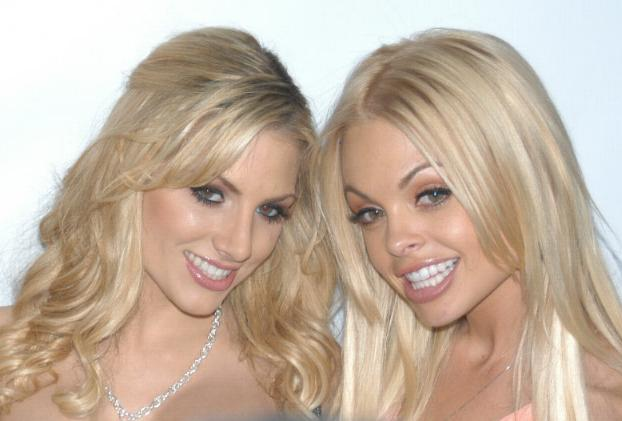
Джейн (справа) со своей тогдашней девушкой Тиган Пресли на премьере Island Fever 4 в 2006 году

Джесси Джейн считала себя бисексуалкой.
8 июля 2000 года Джейн родила мальчика.
Она заявила, что метал-коллектив Slipknot — одна из её любимых групп.
В 2004 году на шоу Говарда Стерна она призналась, что ей была проведена гистерэктомия из-за теперь бездействующего рака шейки матки.
В 2005 году вышла замуж за порнозвезду Рика Патрика. 1 марта 2012 объявила в твиттер-аккаунте о том, что официально рассталась с ним.
Её лучшая подруга — порноактриса Райли Стил.

## Смерть
Когда Джесси Джейн и ее бойфренд перестали выходить на связь, то работодатель последнего человека забеспокоился и обратился в полицию. 24 января 2024 года полиция обнаружила тела Джесси и её парня в их доме в городе Мур, штат Оклахома. По предварительным данным, причиной смерти стала передозировка запрещенными препаратами. Позднее отчёт о вскрытии подтвердил, что она умерла от передозировки кокаина и фентанила.

## Избранная фильмография
Джесси начала свою карьеру в феврале 2003 года, с фильма Busty Cops. Она снялась в своей первой лесбийской сцене в 2005 году, в фильме «Пираты». Джейн появилась приблизительно в двадцати фильмах, среди которых:
- No Limits (2003)
- Beat The Devil (2003)

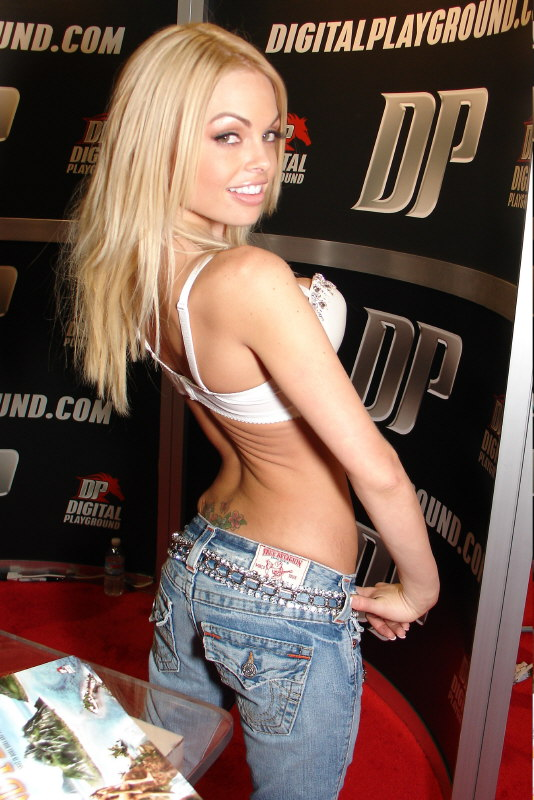
Джесси Джейн

- Virtual Sex with Jesse Jane (2003)
- Island Fever 3 (2004)
- Devon: Erotique (2005)
- «Пираты» (2005)
- Jesse Jane: All-American Girl (2006)
- Jesse Jane: Sexual Freak (2006)
- Island Fever 4 (2006)
- Babysitters (2007)
- Jesse Jane in Pink (2007)
- Naked Aces 2 (2007)
- Scream (2007)
- Cheerleaders (2008)
- Fuck Fantasy (2008)
- Jesse Jane Kiss (2008)
- «Месть Стагнетти» (2008)
- Teachers (2009)
- Fly Girls (2010)
- Body Heat (2011)
- Fighters (2012)
- Babysitters 2 (2012)
- Assassins (2012)
- Top Guns (2012)
- Bad Girls 6 (2012)
- Nurses 2 (2013)
- Mothers & Daughters (2013)
- Code of Honor (2014)
- Love Jesse (2014)
- Bridesmaids (2014)
- Lollipop (2015)
- Jesse-Alpha Female (2016)

## Награды
- 2003: Nightmoves Entertainment Awards — Best New Starlet (Editor’s Choice)[17]
- 2004: Venus Award — Best Actress USA[18]

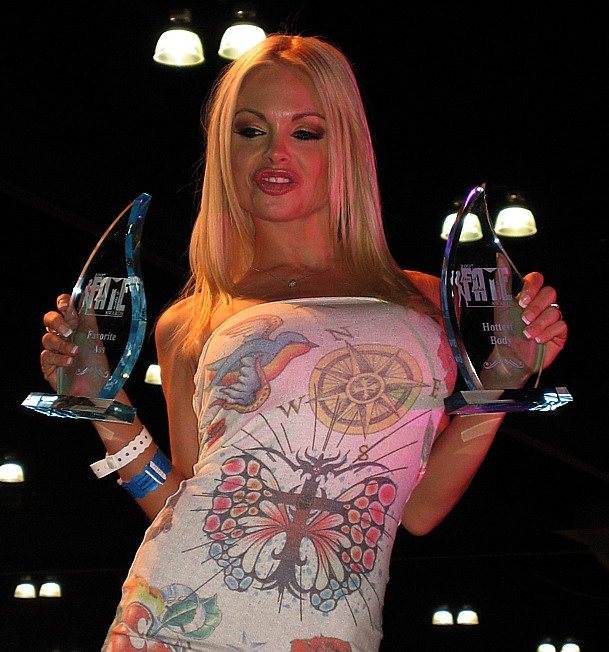
Джесси Джейн с двумя F.A.M.E. Awards в 2007 году

- 2004: Delta di Venere Award — Best American Actress[19]
- 2006: AVN Award — Best All-Girl Sex Scene (Video) — Pirates[20]
- 2006: Nightmoves Entertainment Awards — Best Actress (Editor’s Choice)[21]
- 2006: FOXE Award — Female Fan Favorite[22]
- 2006: Scandinavian Adult Awards — Best Selling International Star[23]
- 2007: AVN Award — Best All-Girl Sex Scene (Video) — Island Fever 4[24]
- 2007: F.A.M.E. Award — Hottest Body[25]
- 2007: Exotic Dancer Awards — Adult Movie Feature Entertainer of the Year[26]
- 2007: Venus Award — Best US Actress[18]
- 2008: °F.A.M.E. Award — Hottest Body[27]
- 2008: Medien eLINE Award — Best US Actress[28]
- 2009: AVN Award — Best All-Girl Group Sex Scene — Cheerleaders[29]
- 2009: AVN Award — Best All-Girl Couples Sex Scene — Pirates II: Stagnetti’s Revenge[29]
- 2009: °F.A.M.E. Award — Hottest Body[30]
- 2009: Hot d'Or — Best American Actress — Pirates 2: Stagnetti’s Revenge[31]
- 2011 AVN Award — Best All-Girl Group Sex Scene — Body Heat[32]
- 2011 AVN Award (The Fan Awards) — Wildest Sex Scene — Body Heat[32]
- 2012 AVN Award — Best Supporting Actress[33]
- 2012 XRCO Hall of Fame[34]
- 2013 XBIZ Award — Best Scene (All-Girl) — Mothers & Daughters[35]
- 2013 AVN Hall of Fame[36]